# Микре
Ми́кре (болг. Микре) — село в Ловецькій області Болгарії. Входить до складу общини Угирчин.

## Населення
За даними перепису населення 2011 року у селі проживали 189 осіб.
Національний склад населення села:
| Національність   | Кількість осіб | Відсоток |
| ---------------- | -------------- | -------- |
| болгари          | 179            | 95,2%    |
| турки            | 7              | 3,7%     |
| Всього відповіли | 188            |          |

Розподіл населення за віком у 2011 році:
Динаміка населення: